# Чека (гора)

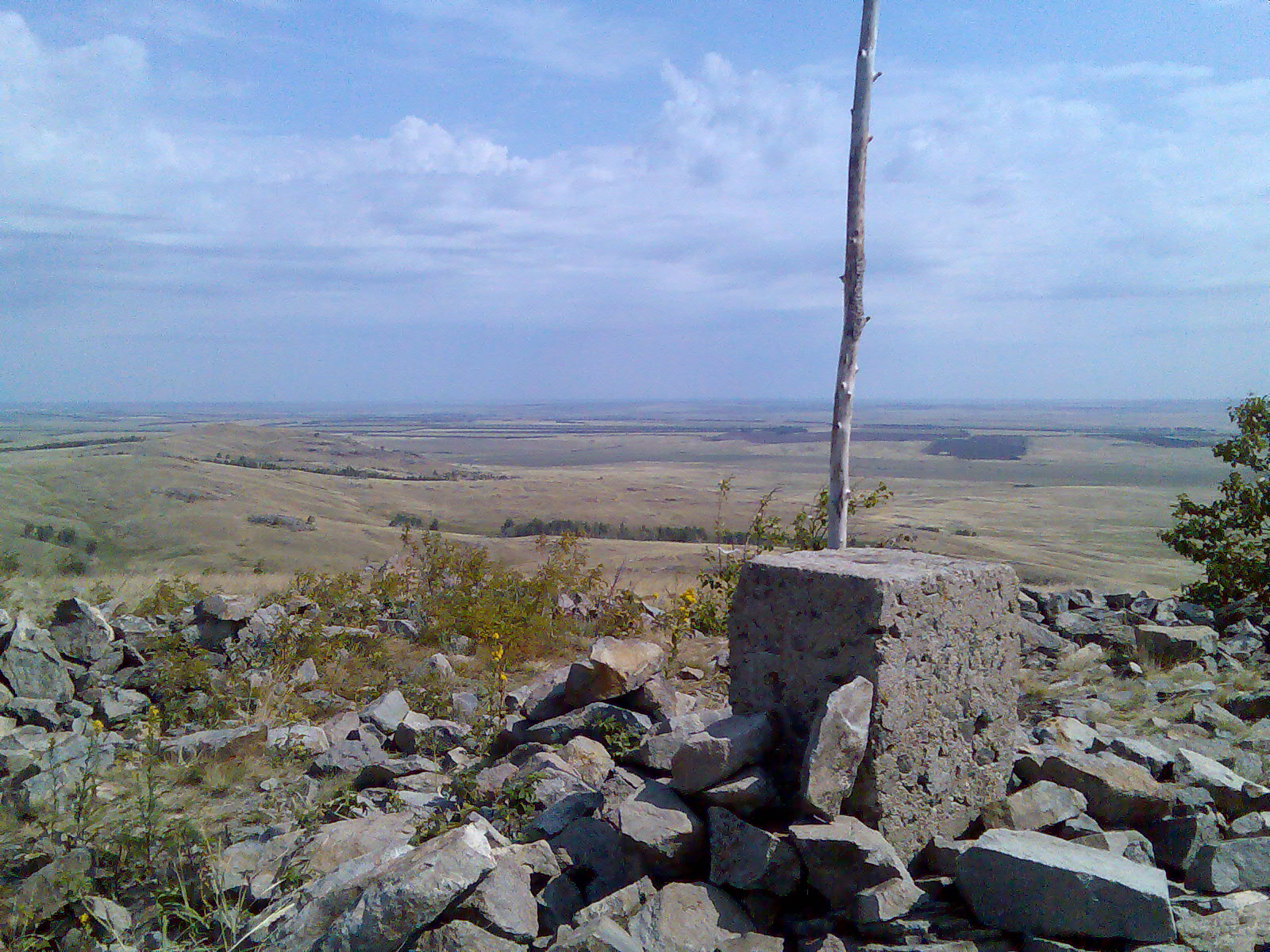
Геодезический знак на вершине Чеки (558,3 м)

Чека — гора-холм на Южном Урале, самая высокая точка юга Челябинской области. Высота 558,3 м. Находится на территории Кизильского муниципального района в степной зоне Челябинской области. Памятник природы Челябинской области На территории памятника природы гора Чека произрастают 11 видов растений Красной книги Челябинской области.
Официальный символ района — флаг содержит символическое изображение горы.

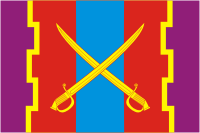
Фиолетово-малиновый цвет отображает памятник археологии («Страна городов» — музей-заповедник «Аркаим») и природы — гору Чека

## Общая характеристика
Гора имеет форму почти правильного конуса, возвышается над окружающей холмистой степью и хорошо видна со всех сторон. Гора Чека сложена розовато — и красновато-серыми гранитами, гранит-порфирами, граносиенитами (в основном среднезернистыми).
Гора изрезана многочисленными логами и балками, по дну большинства из них текут ручьи. У подножия горы Чека берёт начало несколько родников. 

Флора горы Чека включает значительное количество редких, эндемичных, реликтовых и исчезающих видов (гвоздика иглолистная, касатик сизоватый, лапчатка шелковистая, мордовник обыкновенный, рябчик русский и другие). Это один из наиболее ценных сохранившихся до настоящих времени участков целинной степи.

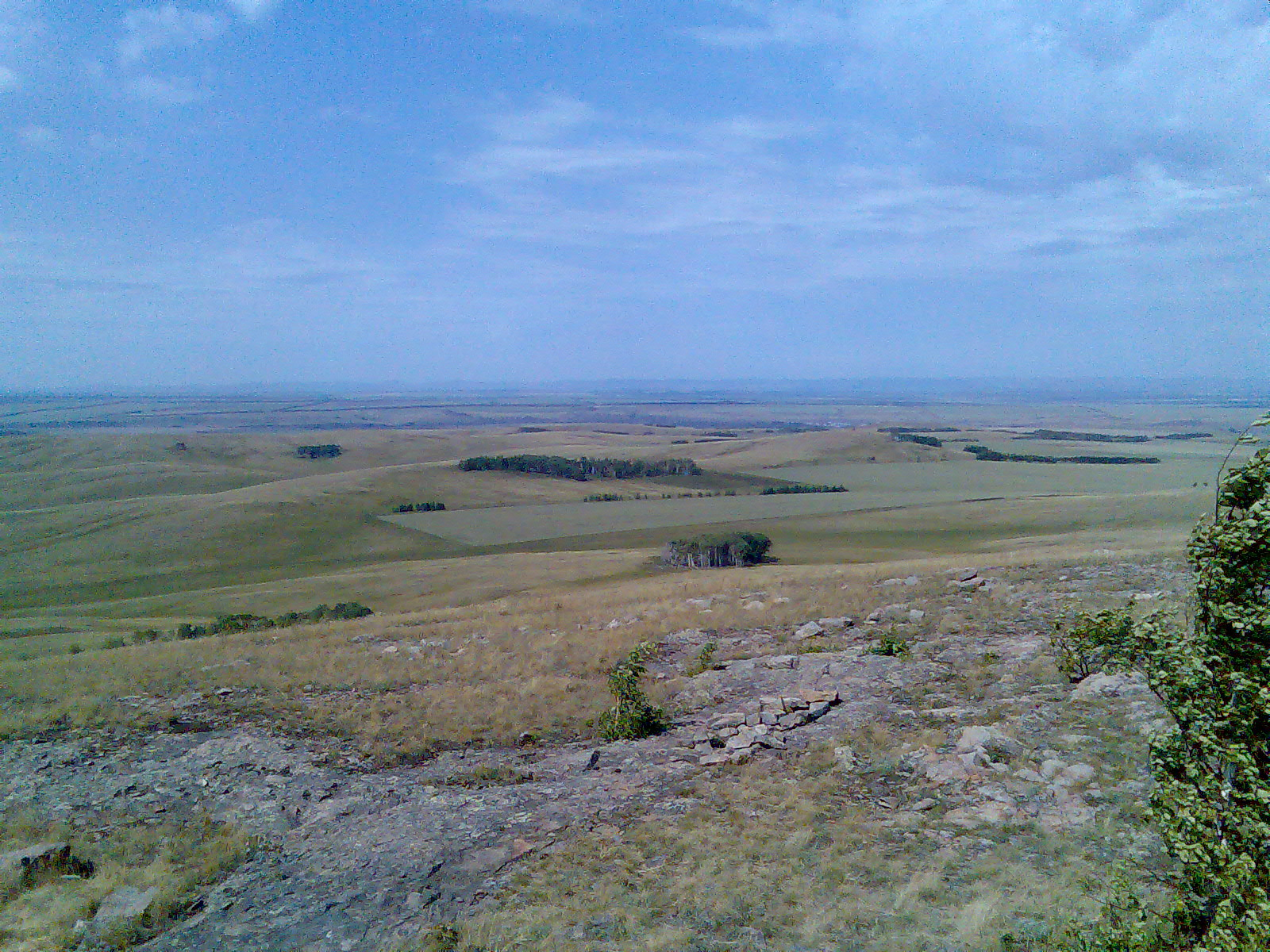
Вид с горы в сторону посёлка Грязнушинский

В средней части северного склона Чеки, ниже скальных обнажений, растет небольшой березовый лес.
Из видов, занесенных в Красную книгу Челябинской области, на территории памятника природы гора Чека встречаются — водяная ночница, дыбка степная, богомол обыкновенный.
Гора Чека отнесена к памятникам природы областного значения решением исполнительного комитета Челябинского областного Совета народных депутатов от 6 октября 1987 г. № 361 «О памятниках природы».
Целью образования памятника природы гора Чека является сохранение в естественном состоянии уникального ландшафтного образования, включающего самую высокую точку юга Челябинской области с выходами гранитоидов на склонах и вершине горы, а также природные сообщества с редкими и охраняемыми видами растений и животных.
Площадь памятника природы гора Чека составляет 397,15 гектара, протяжённость границ (установленные по естественным, чётко определённым объектам на местности — полевым дорогам) — 9,4 километра.
На массиве памятника природы гора Чека обнаружен археологический комплекс «Чека», который включает: святилище эпохи неолита, расположенное на вершине горы, свыше 10 погребальных и поминальных комплексов эпохи ранних и поздних кочевников на вершинах и уступах, аллею менгиров эпохи бронзового века в 4,5 километра к северу — востоку от главной вершины, пещерное святилище эпохи ранних кочевников на северном склоне горы.

## Этимология
Чека, гора на левом берегу Урала в 50 км к В от Баймака. По-видимому, татаризированная форма казахского шокы — «холм», «бугор с остроконечной вершиной». У геолога XIX в. Г. П. Гельмерсена Кара-Чек (очевидно, казахское Кара-Шокы) — «Черный холм» (ср. Кара-Шокы, Мугоджары).
Для сравнения башкирское название уничтоженной БСК «Сода» горы Шахтау под Стерлитамаком — «Шәкетау».